# Tanacetum corymbosum
Espèce
Synonymes
- Chamaemelum corymbosum (L.) E.H.L.Krause[1]
- Chrysanthemum corymbiferum L.[1]
- Chrysanthemum corymbosum subsp. clusii (Fisch. ex Rchb.) Jáv.[2]
- Chrysanthemum lanuginosum Geners. ex DC.[1]
- Chrysanthemum subcorymbosum Schur[2]
- Chrysanthemum webbianum Ball[1]
- Leucanthemum corymbosum Gren. & Godr.[1]
- Pyrethrum clusii Fisch. ex Rchb. (préféré par BioLib)[2]
- Pyrethrum corymbiferum (L.) S.G.Gmel.[1]
- Pyrethrum tauricum Zelen.[1]
- Pyrethrum webbianum Coss.[1]
- Tanacetum corymbosum subsp. clusii (Fisch. ex Rchb.) Heywood[2]
- Tanacetum corymbosum subsp. corymbosum[1]
- Tanacetum corymbosum subsp. subcorymbosum (Schur) Pawł.[2]
- Tanacetum corymbosum var. subcorymbosum (Schur) Simonk.[2]
- Tanacetum subcorymbosum (Schur) Sch. Bip.[2]

Tanacetum corymbosum, la Tanaisie en corymbe, est une espèce de plante à fleurs de la famille des Astéracées.
C'est une plante herbacée vivace.

## Liste des sous-espèces
Selon Catalogue of Life (7 juin 2017) :
- sous-espèce Tanacetum corymbosum subsp. cinereum
- sous-espèce Tanacetum corymbosum subsp. corymbosum
- sous-espèce Tanacetum corymbosum subsp. subcorymbosum

Selon NCBI (7 juin 2017) :
- sous-espèce Tanacetum corymbosum subsp. corymbosum

Selon The Plant List (7 juin 2017) :
- sous-espèce Tanacetum corymbosum subsp. achilleae (L.) Greuter
- sous-espèce Tanacetum corymbosum subsp. cinereum (Griseb.) Grierson
- sous-espèce Tanacetum corymbosum subsp. subcorymbosum (Schur) Pawł.

Selon Tropicos (7 juin 2017) :
- sous-espèce Tanacetum corymbosum subsp. clusii (Fisch. ex Rchb.) Heywood